# Wechselgröße
Eine Wechselgröße ist eine physikalische Größe – oder ein Wechselvorgang ist ein Vorgang – mit sich zeitlich periodisch ändernden Augenblickswerten und einem verschwindenden Gleichwert.
Besondere Bedeutung hat der Begriff in der Elektrotechnik in der Anwendung als Wechselspannung und Wechselstrom. Unter diesen Stichworten wird der Begriff ausführlicher behandelt. In der Akustik und Tontechnik kommen Wechselgrößen beispielsweise als Schalldruck und Klang vor.
Die periodisch wiederholten zeitlichen Schwankungen von Wechselgrößen eines Systems werden als Schwingungen bezeichnet; sie sind keineswegs an die Sinusform gebunden.
Im Gegensatz zur Wechselgröße steht die Gleichgröße mit zeitlich konstantem Verlauf und einem Gleichwert, der nicht notwendig gleich null ist; siehe Gleichspannung, Gleichstrom.